# پالاوی شاردا
پالاوی شاردا (به انگلیسی: Pallavi Sharda) (زاده ۵ مارس ۱۹۸۸) بازیگر استرالیایی است.
از فیلم‌هایی که وی در آن نقش داشته‌است می‌توان به هروئین، بی‌شرم، بیگم جان و پرواز اشاره کرد.